# Línea 6 (Urbanos de Alcalá de Henares)
La línea 6 de la red de autobuses urbanos de Alcalá de Henares une la estación de La Garena con el barrio de la Virgen del Val.

## Características
En sus inicios, la línea 6 conectaba entre sí los barrios de Reyes Católicos y Virgen del Val, habiendo sido ampliada posteriormente al Barrio del Pilar desde Reyes Católicos.
El 10 de julio de 2020, la línea prolonga su recorrido desde el Barrio del Pilar hasta la Estación de La Garena por el barrio del Juncal.
La línea circula exclusivamente por el término municipal de Alcalá de Henares. Como bien se expresa en la numeración interna del CRTM, recibe el número 6005. El primer dígito corresponde a la línea, en este caso la línea 6. Y los últimos tres dígitos corresponden al municipio por el que circula, en este caso 005 corresponde al municipio de Alcalá de Henares.
La línea no mantiene los mismos horarios todo el año, del 1 al 31 de agosto se reducen el número de expediciones de lunes a viernes laborables, domingos y festivos (sábados laborables tienen los mismos horarios todo el año), además de los días excepcionales vísperas de festivo y festivos de Navidad en los que los horarios también cambian y se reducen.
Está operada por la empresa AlcalaBus (Monbus) mediante la concesión administrativa URCM-005 - Urbano de Alcalá de Henares (Urbanos Comunidad de Madrid) del Consorcio Regional de Transportes de Madrid.

## Horarios
| Lunes a viernes laborables (1 sept. - 31 julio)            |                    |
| A 5:15* - 5:40* - 6:30 - 6:50                              |                    |
| De 7:00 a 23:00                                            | cada 20 minutos    |
| A 23:25 - 24:00                                            |                    |
| Lunes a viernes laborables (1 - 31 agosto)                 |                    |
| A 5:15* - 5:40*                                            |                    |
| De 6:50 a 24:00                                            | cada 26-30 minutos |
| Sábados laborables                                         |                    |
| A 5:15* - 5:40* - 7:00 - 7:30 - 7:45                       |                    |
| De 7:00 a 22:54                                            | cada 18 minutos    |
| A 23:15 - 23:30 - 24:00                                    |                    |
| Domingos y festivos (1 sept. - 31 julio)                   |                    |
| De 8:00 a 23:00                                            | cada 18 minutos    |
| Domingos y festivos (1 - 31 agosto)                        |                    |
| De 8:00 a 22:24                                            | cada 24 minutos    |
| A 23:00                                                    |                    |
| *Desde el B.º del Pilar hasta la est. de Alcalá de Henares |                    |

| Lunes a viernes laborables (1 sept. - 31 julio) |                    |
| A 6:30 - 6:50                                   |                    |
| De 7:00 a 23:00                                 | cada 20 minutos    |
| A 23:25 - 24:00                                 |                    |
| Lunes a viernes laborables (1 - 31 agosto)      |                    |
| De 7:00 a 24:00                                 | cada 26-30 minutos |
| Sábados laborables                              |                    |
| De 7:00 a 22:54                                 | cada 18 minutos    |
| A 23:15 - 23:30 - 24:00                         |                    |
| Domingos y festivos (1 sept. - 31 julio)        |                    |
| De 8:00 a 23:00                                 | cada 18 minutos    |
| Domingos y festivos (1 - 31 agosto)             |                    |
| De 8:12 a 21:48                                 | cada 24 minutos    |
| A 22:15 - 22:36 - 23:00                         |                    |

## Recorrido y paradas

### Sentido Virgen del Val
| Código                                                                                           | Parada                                      | Común con       | Conexiones con Cercanías |
| ------------------------------------------------------------------------------------------------ | ------------------------------------------- | --------------- | ------------------------ |
| 20789                                                                                            | Fernando Fernán Gómez - Est. La Garena      |                 | La Garena                |
| 10359                                                                                            | Av. Madrid - Polideportivo                  | 1B              |                          |
| Las expediciones que comienzan su itinerario en el Barrio del Pilar realizan paradas desde aquí: |                                             |                 |                          |
| 07000                                                                                            | Alfonso de Alcalá - Instituto               | 1B              |                          |
| 07001                                                                                            | C.º Juncal - Av. Nuestra Sra. de Belén      | 1B              |                          |
| 06995                                                                                            | Av. Nuestra Sra. Belén - Colegio            | 1B              |                          |
| 06994                                                                                            | Av. Reyes Católicos - Viveros de Alcalá     | 1B              |                          |
| 06991                                                                                            | Av. Reyes Católicos - Santa Teresa          | 1B              |                          |
| 06990                                                                                            | Av. Reyes Católicos - Cristóbal Colón       | 1B              |                          |
| 06986                                                                                            | Av. Reyes Católicos - Gran Capitán          |                 |                          |
| 06983                                                                                            | P.º Curas - Juzgados                        |                 |                          |
| 06976                                                                                            | Pza. Puerta del Vado - P.º Las Moreras      | 260 271 272 320 |                          |
| 06977                                                                                            | Ronda Pescaderia - Río Tormes               |                 |                          |
| 20988                                                                                            | Ronda Pescadería - San Julián               | 1B 7            |                          |
| 20541                                                                                            | Carmen Descalzo - Santo Tomás de Aquino     | 1B 7            |                          |
| 20958                                                                                            | Basilio - Pza. Puerta Aguadores             | 1B 7            |                          |
| 11935                                                                                            | Pza. Puerta de Mártires - Teniente Ruiz     | 7 10            |                          |
| 07018                                                                                            | Av. Guadalajara - Divino Vallés             | 7 8             |                          |
| Las expediciones con destino Virgen del Val realizan las siguientes paradas:                     |                                             |                 |                          |
| 07027                                                                                            | Mqués. Alonso Martínez - Av. Plaza de Toros | 5 8             |                          |
| 11933                                                                                            | Marqués Alonso Martínez - P.º Alameda       |                 |                          |
| 20566                                                                                            | P.º Alameda - P.º Val                       |                 |                          |
| 20568                                                                                            | Av. Castilla - Pza. Sepúlveda               |                 |                          |
| 07038                                                                                            | Av. Castilla - Salamanca                    | 8               |                          |
| 07007                                                                                            | Valladolid - C. C. El Val                   | 8               |                          |
| 07005                                                                                            | Av. Virgen del Val - Piscinas               | 8               |                          |
| 09472                                                                                            | Cuenca - Soria                              | 8               |                          |
| 09473                                                                                            | Ávila - León                                | 8               |                          |
| 11579                                                                                            | Ávila - Murcia                              | 8               |                          |
| Las expediciones con destino la estación de Alcalá de Henares realizan las siguientes paradas:   |                                             |                 |                          |
| 07041                                                                                            | Av. Caballería Española - Arias Montano     | 3 5 7 10        |                          |
| 07045                                                                                            | Ferraz - Goya                               | 232 250         | Alcalá de Henares        |

### Sentido Estación de La Garena
| Código                                                                                           | Parada                                      | Común con               | Conexión con Cercanías |
| ------------------------------------------------------------------------------------------------ | ------------------------------------------- | ----------------------- | ---------------------- |
| 09459                                                                                            | Ávila - Av. Lope de Figueroa                | 1A 5 8                  |                        |
| 07002                                                                                            | Ávila - Zaragoza                            | 8                       |                        |
| 07003                                                                                            | Cuenca - Soria                              | 8                       |                        |
| 07004                                                                                            | Av. Virgen del Val - Piscinas               | 8                       |                        |
| 09474                                                                                            | Av. Castilla - C. C. El Val                 | 8                       |                        |
| 07008                                                                                            | Av. Castilla - Salamanca                    | 8                       |                        |
| 20567                                                                                            | Av. Castilla - Av. Virgen del Val           |                         |                        |
| 19174                                                                                            | P.º Alameda - Av. Lope Figueroa             | 231 232                 |                        |
| 07015                                                                                            | Marqués Alonso Martínez - Doria             |                         |                        |
| 07029                                                                                            | Marqués Alonso Mtnez. - Av. Juan de Austria |                         |                        |
| 07026                                                                                            | Av. Guadalajara - Brihuega                  | 7 8 231 232 271 272 275 |                        |
| 20397                                                                                            | Pza. Puerta de Mártires - Azucena           | 7 10                    |                        |
| 11934                                                                                            | Azucena - Giner de Los Ríos                 | 7 10                    |                        |
| Las expediciones de lunes a viernes laborables realizan las siguientes paradasː                  |                                             |                         |                        |
| 20395                                                                                            | Colegios - San Pedro y San Pablo            | 1A 7                    |                        |
| 20564                                                                                            | San Julián - Ronda Pescadería               |                         |                        |
| Las expediciones de los sábados laborables, domingos y festivos realizan las siguientes paradasː |                                             |                         |                        |
| 20402                                                                                            | P.º Aguadores - Recinto Ferial              | 1A 7 10                 |                        |
| 06969                                                                                            | Gran Canal - Murano                         | 1B 7                    |                        |
| Paradas del itinerario habitual                                                                  |                                             |                         |                        |
| 20565                                                                                            | Ronde Pescadería - Licenciado Vidriera      |                         |                        |
| 07413                                                                                            | Pza. Puerta del Vado - P.º de los Curas     |                         |                        |
| 06984                                                                                            | P.º Curas - Iglesia                         |                         |                        |
| 06985                                                                                            | Av. Reyes Católicos - Mateo Alemán          |                         |                        |
| 06989                                                                                            | Av. Reyes Católicos - San Fructuoso         |                         |                        |
| 06992                                                                                            | Av. Reyes Católicos - Alegría               | 1A                      |                        |
| 06993                                                                                            | Av. Reyes Católicos - Hernán Cortés         | 1A                      |                        |
| 06996                                                                                            | Av. Nuestra Sra. Belén - Colegio            | 1A                      |                        |
| 19143                                                                                            | Ntra. Señora de Belén - C.º Juncal          | 1A                      |                        |
| 19144                                                                                            | Ntra. Señora de Belén - Diego de Alcalá     | 1A                      |                        |
| 12691                                                                                            | Av. Madrid - Polideportivo                  | 1A                      |                        |
| 20789                                                                                            | Fernando Fernán Gómez - Est. La Garena      |                         | La Garena              |